# Rumänische Badmintonmeisterschaft
Rumänische Meisterschaften im Badminton werden seit 1990 ausgetragen. Die Titelkämpfe der Junioren und Mannschaften starteten im selben Jahr. Ein Jahr später begannen die internationalen Titelkämpfe.

## Die Titelträger
| Saison    | Herreneinzel              | Dameneinzel               | Herrendoppel                                    | Damendoppel                                    | Mixed                                               |
| --------- | ------------------------- | ------------------------- | ----------------------------------------------- | ---------------------------------------------- | --------------------------------------------------- |
| 1990      | Florin Balaban            | Liliana Soveja            | Emerik Balasz Zsolt Szilágyi                    | Csilla Cozma Animona Sandor                    | Nicusor Vintila Luminita Dan                        |
| 1991      | Florin Balaban            | Erika Stich               | Gheorghe Selegean Vicent Dusnoki                | Liliana Soveja Erika Stich                     | Nicusor Vintila Luminita Dan                        |
| 1992      | Florentin Banu            | Alina Pieptu              | Florentin Banu Florin Balaban                   | Csilla Cozma Erika Stich                       | Stefan Forton Animona Sandor                        |
| 1993      | Florin Balaban            | Erika Stich               | Florentin Banu Florin Balaban                   | Cristina Ionescu Daniela Timofte               | Emerik Balazs Erika Stich                           |
| 1994      | Florin Posteucă           | Daniela Timofte           | Florentin Banu Florin Balaban                   | Cristina Ionescu Daniela Timofte               | Nicusor Vintila Luminita Dan                        |
| 1995      | Florin Posteucă           | Erika Stich               | Florin Posteucă Nicusor Vintila                 | Daniela Timofte Erika Stich                    | Nicusor Vintila Luminita Dan                        |
| 1996      | Florin Posteucă           | Alina Pieptu              | Florin Posteucă Nicusor Vintila                 | Daniela Timofte Cristina Savulescu             | Nicusor Vintila Luminita Dan                        |
| 1997      | Florin Posteucă           | Carmen Blanaru            | Florin Posteucă Nicusor Vintila                 | Daniela Timofte Cristina Savulescu             | Daniel Cojocaru Nicoleta Teodoru                    |
| 1998      | Florin Posteucă           | Alina Pieptu              | Cristinel Cojocaru Alexandru Rosca              | Daniela Timofte Alina Pieptu                   | Florin Posteucă Adina Posteucă                      |
| 1999      | Florin Posteucă           | Alexandra Olariu          | George Constantinescu Daniel Cojocaru           | Alexandra Olariu Carmen Blanaru                | Cristinel Cojocaru Alexandra Olariu                 |
| 2000      | Florin Posteucă           | Alexandra Olariu          | Florin Posteucă Ciprian Straut                  | Alexandra Olariu Carmen Blanaru                | Daniel Cojocaru Alexandra Olariu                    |
| 2001      | Florin Posteucă           | Alexandra Olariu          | Florin Posteucă Ciprian Straut                  | Alexandra Olariu Florentina Petre              | Alexandru Rosca Alexandra Olariu                    |
| 2002      | Florin Posteucă           | Alexandra Olariu          | George Constantinescu Daniel Cojocaru           | Alexandra Olariu Florentina Petre              | Daniel Cojocaru Alexandra Olariu                    |
| 2003      | Robert Ciobotaru          | Alexandra Olariu          | Florin Posteucă Vicent Dusnoki                  | Alexandra Olariu Florentina Petre              | George Constantinescu Alexandra Olariu              |
| 2004      | Robert Ciobotaru          | Alexandra Olariu          | Robert Ciobotaru Florin Patroaica               | Irina Popescu Adina Posteucă                   | Florin Patroaica Alexandra Olariu                   |
| 2005      | Florin Posteucă           | Florentina Petre          | Robert Ciobotaru George Constantinescu          | Carmen Blanaru Florentina Petre                | Robert Ciobotaru Florentina Petre                   |
| 2006      | Robert Ciobotaru          | Florentina Petre          | Florin Patroaica Ionut Gradinaru                | Alexandra Milon Florentina Petre               | George Constantinescu Alexandra Milon               |
| 2007      | Robert Ciobotaru          | Florentina Petre          | Robert Ciobotaru George Constantinescu          | Alexandra Milon Florentina Petre               | Florin Patroaica Alexandra Milon                    |
| 2008      | Robert Ciobotaru          | Sonia Olariu              | Florin Patroaica Ionut Gradinaru                | Adina Posteucă Sonia Olariu                    | Florin Patroaica Alexandra Milon                    |
| 2009      | Robert Ciobotaru          | Sonia Olariu              | Florin Patroaica Ionut Gradinaru                | Alexandra Milon Florentina Petre               | Robert Ciobotaru Florentina Petre                   |
| 2010      | Robert Ciobotaru          | Sonia Olariu              | Florin Patroaica Ionut Gradinaru                | Alexandra Milon Florentina Constantinescu      | Robert Ciobotaru Florentina Constantinescu          |
| 2011      | Daniel Cojocaru           | Florentina Constantinescu | Robert Ciobotaru Daniel Cojocaru                | Alexandra Milon Florentina Constantinescu      | Robert Ciobotaru Florentina Constantinescu          |
| 2012      | Daniel Cojocaru           | Florentina Constantinescu | Robert Ciobotaru Daniel Cojocaru                | Alexandra Milon Florentina Constantinescu      | Robert Ciobotaru Florentina Constantinescu          |
| 2013 2014 | Marius Corciuc            | Andra Olariu              | Robert Ciobotaru Daniel Cojocaru                | Alexandra Milon Florentina Constantinescu      | Robert Ciobotaru Florentina Constantinescu          |
| 2014 2015 | Robert Ciobotaru          | Andra Olariu              | Marius Corciuc Florin Posteucă                  | Alexandra Milon Magda Lozniceriu               | Daniel Cojocaru Alexandra Milon                     |
| 2015 2016 | Collins Valentine Filimon | Andra Olariu              | Robert Ciobotaru Daniel Cojocaru                | Alexandra Milon Magda Lozniceriu               | Daniel Cojocaru Alexandra Milon                     |
| 2016 2017 | Collins Valentine Filimon | Sonia Olariu              | Robert Ciobotaru Daniel Cojocaru                | Alexandra Milon Florentina Constantinescu      | Robert Ciobotaru Florentina Constantinescu          |
| 2017 2018 | Collins Valentine Filimon | Florentina Constantinescu | Robert Ciobotaru Daniel Cojocaru                | Alexandra Milon Florentina Constantinescu      | Daniel Cojocaru Alexandra Milon                     |
| 2018 2019 | Collins Valentine Filimon | Florentina Constantinescu | Robert Ciobotaru Daniel Cojocaru                | Alexandra Milon Florentina Constantinescu      | Robert Ciobotaru Florentina Constantinescu          |
| 2019 2020 | Collins Valentine Filimon | Florentina Constantinescu | Collins Valentine Filimon Florin Posteucă       | Alexandra Milon Florentina Constantinescu      | Robert Ciobotaru Florentina Constantinescu          |
| 2020 2022 | nicht ausgetragen         | nicht ausgetragen         | nicht ausgetragen                               | nicht ausgetragen                              | nicht ausgetragen                                   |
| 2022 2023 | Collins-Valentine Filimon | Laura-Mihaela Constantin  | Robert Ciobotaru Daniel-Nicolae Cojocaru        | Ioana-Alexandra Grecea Anamaria Serban         | Collins-Valentine Filimon Maria-Alexandra Dutu      |
| 2023 2024 | Collins-Valentine Filimon | Vlada Ginga               | Robert-Mihnea Craciun Collins-Valentine Filimon | Denisa-Andreea Stemate Andra-Gabriela Stoica   | Collins-Valentine Filimon Maria-Alexandra Dutu      |
| 2024 2025 | Collins-Valentine Filimon | Denisa-Maria Muscalu      | Collins-Valentine Filimon Luca-Stefan Pandele   | Laura-Mihaela Constantin Andra-Gabriela Stoica | Robert Ciobotaru Florentina-Cristina Constantinescu |